# Perfectamundo
Perfectamundo je první sólové studiové album amerického zpěváka a kytaristy Billyho Gibbonse. Ten jej nahrál za doprovodu kapely nazvané The BFG's Vydáno bylo 6. listopadu roku 2015 společností Concord Records a spolu s Gibbonsem jej produkoval Joe Hardy. Album bylo nahráno v nahrávacích studiích v několika městech, včetně Houstonu, Los Angeles, Austinu a španělské Pontevedře.

## Seznam skladeb
1. Got Love If You Want It – 4:17
2. Treat Her Right – 2:23
3. You're What's Happenin', Baby – 6:07
4. Sal y Pimiento – 3:13
5. Pickin' Up Chicks on Dowling Street – 4:11
6. Hombre Sin Nombre – 3:49
7. Quiero Mas Dinero – 3:26
8. Baby, Please Don't Go – 2:31
9. Piedras Negras – 3:09
10. Perfectamundo – 2:44
11. Q-Vo – 3:23

## Obsazení
- Billy Gibbons – zpěv, kytara, baskytara, varhany, klavír
- Mike Flanigin – varhany
- Alx „Guitarzza“ Garza – baskytara
- Martine „G.G.“ Guigui – varhany, klavír
- Joe Hardy – kytara, baskytara, klávesy, zpěv
- G. L. Moon – kytara
- Greg Morrow – bicí